# Bernat Vallès
Bernat Vallès va ser president de la Generalitat de Catalunya el període 1365-1367 sota el mandat de Pere III el Cerimoniós. Era canonge de Barcelona i rector de Santa Maria de Badalona i de Sant Pere Pescador.

## Biografia
Designat diputat eclesiàstic i, per tant, President de la Generalitat per les Corts de Tortosa d'11 de març de 1365. En aquell moment la guerra dels dos Peres contra Castella li comporta al rei d'Aragó unes fortes despeses, motiu pel qual convoca Corts amb major freqüència (març, juliol i setembre de 1365) per recaptar donatius i fogatges.
Per ajudar a aquesta funció i també per tenir un major control sobre els diputats que, tot i el seu recent nomenament havien estat qüestionats per les Corts i defensats pel rei, en desembre de 1365 es nomenen uns diputats adjunts i més procuradors i oïdors. Les noves aportacions dineràries i un interès del Papa a reubicar les tropes mercenàries de Bertrand du Guesclin, aconseguiren la intervenció d'aquest en el conflicte amb un replegament de les tropes castellanes i un cert respir per a Pere el Cerimoniós.
En 1367 el rei convoca les Corts de Vilafranca. La desconfiança mostrada a les anteriors Corts cap als diputats portà a designar uns oïdors per revisar els comptes i a crear una comissió formada per Ramon Gener, Ramon de Julià i Ramon Sescomes per analitzar el funcionament de la Diputació del general. De resultes d'aquesta investigació, es decideix suprimir temporalment el càrrec de diputat resident (és a dir, la figura que s'ha considerat President de la Generalitat) i nomenar un regent, rol que recaigué en Pere Vicenç, fins aquell moment regent dels comptes.